# Mancha (Comarca)
Die Comarca Mancha ist eine der sieben Comarcas in der Provinz Ciudad Real der autonomen Gemeinschaft Kastilien-La Mancha.
Sie umfasst 20 Gemeinden auf einer Fläche von 4.579,46 km² mit dem Hauptort Tomelloso.

## Gemeinden
| Gemeinde                 | Einwohner (2024) | Fläche km² | Dichte Einw./km² | Cod INE | Postleitzahl        |
| ------------------------ | ---------------- | ---------- | ---------------- | ------- | ------------------- |
| Alcázar de San Juan      | 31.382           | 666,78     | 47               | 13005   | 13600, 13690, 13720 |
| Arenales de San Gregorio | 617              | 31,19      | 20               | 13903   | 13619               |
| Arenas de San Juan       | 1.035            | 63,09      | 16               | 13018   | 13679               |
| Argamasilla de Alba      | 6.925            | 397,22     | 17               | 13019   | 13710               |
| Campo de Criptana        | 12.932           | 302,41     | 43               | 13028   | 13610               |
| Daimiel                  | 17.645           | 438,30     | 40               | 13039   | 13250               |
| Herencia                 | 8.459            | 226,74     | 37               | 13047   | 13640               |
| Las Labores              | 547              | 34,14      | 16               | 13050   | 13660               |
| Llanos del Caudillo      | 657              | 20,45      | 32               | 13904   | 13220               |
| Manzanares               | 17.745           | 474,22     | 37               | 13053   | 13200               |
| Membrilla                | 5.839            | 143,94     | 41               | 13054   | 13230               |
| Pedro Muñoz              | 7.567            | 101,31     | 75               | 13061   | 13620               |
| Puerto Lápice            | 865              | 54,85      | 16               | 13070   | 13650               |
| Ruidera                  | 533              | 39,20      | 14               | 13902   | 13249               |
| Socuéllamos              | 12.157           | 374,10     | 32               | 13078   | 13630               |
| La Solana                | 15.225           | 134,18     | 113              | 13079   | 13240               |
| Tomelloso                | 36.523           | 241,82     | 151              | 13082   | 13700               |
| Valdepeñas               | 30.617           | 487,65     | 63               | 13087   | 13300               |
| Villarrubia de los Ojos  | 9.620            | 281,86     | 34               | 13096   | 13670               |
| Villarta de San Juan     | 2.698            | 66,01      | 41               | 13097   | 13210               |
| Comarca Mancha           | 219.588          | 4.579,46   | 48               | –       | –                   |